# Paisjusz (patriarcha Aleksandrii)
Paisjusz – prawosławny patriarcha Aleksandrii w latach 1657–1677.

## Życiorys
Utrzymywał stosunki z carami Rosji. W 1677 r. zrezygnował z urzędu patriarchy z powodu podeszłego wieku.